# 1807
| [ Edytuj tabelę ]              | |
| Książę Warszawski              | - 1807 Fryderyk August I 1815 |
| Emir Afganistanu               | - 1803 Szudża Szah Durrani 1809                                                                                                  |
| Współksiążęta Andory           | - 1797 Francesc Antoni de la Dueña y Cisneros 1812 - 1806 Napoleon Bonaparte 1812                                                |
| Cesarz Austrii                 | - 1804 Franciszek II Habsburg 1835                                                                                               |
| Król Bawarii                   | - 1805 Maksymilian I Józef 1825                                                                                                  |
| Sułtan Brunei                  | - 1796 Muhammad Tajuddin 1807 - 1806 Muhammad Jamalul Alam I 1807 - 1807 Muhammad Kanzul Alam 1829                               |
| Cesarz Chin                    | - 1796 Jiaqing 1820 |
| Król Czech                     | - 1792 Franciszek II Habsburg 1835                                                                                               |
| Król Danii                     | - 1766 Chrystian VII 1808 |
| Dalajlama                      | - 1806 Lungtok Gjaco 1815 |
| Władca Egiptu                  | - 1805 Muhammad Ali 1848 |
| Cesarz Francuzów               | - 1804 Napoleon Bonaparte 1814                                                                                                   |
| Prezydent Haiti                | - 1807 Henri Christophe 1811 - 1806 Alexandre Pétion 1818                                                                        |
| Król Hiszpanii                 | - 1788 Karol IV 1808 |
| Król Holandii                  | - 1806 Ludwik Bonaparte 1810 |
| Szach Iranu                    | - 1797 Fath Ali Szah 1834 |
| Państwo Wielkich Mogołów       | - 1806 Akbar Szah II 1837 |
| Król Irlandii                  | - 1760 Jerzy III Hanowerski 1820                                                                                                 |
| Cesarz Japonii                 | - 1779 Kōkaku 1817 |
| Kalif                          | - 1789 Selim III 1807 - 1807 Mustafa IV 1808                                                                                     |
| Patriarcha Konstantynopola     | - 1806 Grzegorz V 1808 |
| Władca Korei                   | - 1800 Sunjo 1834 |
| Emir Kuwejtu                   | - 1762 Abd Allah I 1814 |
| Książę Liechtensteinu          | - 1805 Jan I 1836 |
| Sułtan Maroka                  | - 1792 Maulaj Sulajman 1822 |
| Król Nepalu                    | - 1799 Girvan Yudha 1816 |
| Premier Nepalu                 | - 1806 Bhimsen Thapa 1837 |
| Król Norwegii                  | - 1784 Fryderyk VI 1814 |
| Sułtan Omanu                   | - 1804 Salim ibn Sultan 1807 - 1807 Sa’id ibn Sultan 1856                                                                        |
| Papież                         | - 1800 Pius VII 1823 |
| Król Portugalii                | - 1777 Maria I 1816 |
| Król Prus                      | - 1797 Fryderyk Wilhelm III 1840                                                                                                 |
| Car Rosji                      | - 1801 Aleksander I 1825 |
| Król Saksonii                  | - 1806 Fryderyk August I 1827 |
| Kapitanowie Regenci San Marino | - 1806 Alessandro Righi Pietro Berti 1807 - 1807 Antonio Onofri Marino Francesconi 1807 - 1807 Camillo Bonelli Livio Casali 1808 |
| Król Sardynii                  | - 1802 Wiktor Emanuel I 1821 |
| Król Szwecji                   | - 1792 Gustaw IV Adolf 1809 |
| Król Tajlandii                 | - 1782 Buddha Yodfa Chulalok 1809                                                                                                |
| Sułtan Turków                  | - 1789 Selim III 1807 - 1807 Mustafa IV 1808                                                                                     |
| Prezydent USA                  | - 1801 Thomas Jefferson 1809 |
| Król Węgier                    | - 1792 Franciszek 1835 |
| Monarcha Wielkiej Brytanii     | - 1760 Jerzy III 1820 |
| Premier Wielkiej Brytanii      | - 1806 William Grenville 1807 - 1807 William Cavendish-Bentinck 1809                                                             |
| Cesarz Wietnamu                | - 1802 Gia Long 1820 |
| Król Włoch                     | - 1805 Napoleon I 1814 |

Rok 1807 / MDCCCVII
stulecia: XVIII wiek ~
XIX wiek ~
XX wiek

dziesięciolecia:
1770–1779 •
1780–1789 •
1790–1799 •
1800–1809
• 1810–1819
• 1820–1829
• 1830–1839

lata: 1797 «
1802 «
1803 «
1804 «
1805 «
1806 «
1807
» 1808
» 1809
» 1810
» 1811
» 1812
» 1817

## Wydarzenia w Polsce
- 1 stycznia – wojny napoleońskie: wojska francuskie wkroczyły do Olsztyna.
- 7 stycznia – wojny napoleońskie: wojska napoleońskie zdobyły Wrocław.
- 14 stycznia – Napoleon Bonaparte wydał dekret ustanawiający na zajętych przez wojska francuskie ziemiach polskich tymczasowy rząd pod nazwą Komisji Rządzącej.
- 25 stycznia – zwycięstwo wojsk francuskich nad rosyjskimi w bitwie pod Morągiem; początek kampanii napoleońskiej w Prusach.
- 3 lutego – Napoleon Bonaparte przybył do Olsztyna, w bitwie pod Olsztynem wojska francuskie Murata pokonały będącą w odwrocie armię rosyjską Bennigsena
- 4 lutego – w Wojsku Polskim wprowadzono francuskie regulaminy.
- 6 lutego – w bitwie pod Hoff (dziś Dwórzno, koło Górowa Iławeckiego) Francuzi pokonali oddziały rosyjskie.
- 10 lutego – w dokumencie pisanym pojawiła się po raz pierwszy nazwa regionu kociewskiego, podpułkownik Hurtig raportował do gen. Jana Henryka Dąbrowskiego, że „wysyła patrol ku Gociewiu”.
- 16 lutego – wojny napoleońskie: wygrana wojsk francuskich nad Prusakami w bitwie pod Ostrołęką.
- 18/19 lutego – wojny napoleońskie: około 1200 powstańców z Wielkopolski i Mazowsza oraz 500 żołnierzy regularnej armii pod wodzą generała Michała Sokolnickiego zaatakowało w nocy Słupsk, w celu zdławienia organizowanej tam pruskiej partyzantki. W walkach w mieście zginęło około 200 Polaków i 50 Prusaków.
- 19 lutego – na Starym Rynku w Bydgoszczy uroczyście odczytano dekret Napoleona Bonaparte o utworzeniu Księstwa Warszawskiego.
- 23 lutego – pod Tczewem polskie oddziały pod dowództwem Jana Henryka Dąbrowskiego odniosły zwycięstwo nad wojskami pruskimi.
- 6 kwietnia:
  - na mocy dekretu Napoleona została utworzona Legia Polsko-Włoska, składająca się z powracających z Włoch oddziałów polskich, które wzmocniono rekrutami z Wielkopolski.
  - Napoleon wydał rozkaz o utworzeniu pułku szwoleżerów gwardii.
- 9 kwietnia – Napoleon Bonaparte wydał dekret ustanawiający pułk polskich Szwoleżerów Gwardii.
- 13 kwietnia – spłonął drewniany kościół Świętego Krzyża w Mysłowicach.
- 17 kwietnia – Paweł Bieliński został prezydentem Warszawy.
- 4 maja – w pałacu w Kamieńcu w Prusach Wschodnich Napoleon Bonaparte i wysłannik szacha Fath Alego podpisali francusko-perski układ sojuszniczy.
- 15 maja:
  - IV koalicja antyfrancuska: podczas oblężenia Gdańska wojska polsko-francuskie odparły odsiecz rosyjską pod dowództwem gen. mjr. Nikołaja Kamieńskiego.
  - IV koalicja antyfrancuska: zwycięstwo polskich ułanów z Legii Polsko-Włoskiej nad wojskiem pruskim w bitwie pod Strugą koło Wałbrzycha.
- 24 maja – dowództwo pruskie podpisało akt kapitulacji Gdańska przed wojskami Napoleona I.
- 26 maja – wojny napoleońskie: Francuzi zdobyli Gdańsk. W bitwie o miasto zasłużyły się oddziały polskie, które pod Wisłoujściem odrzuciły desant nieprzyjaciela.
- 27 maja – wojny napoleońskie: wojska napoleońskie wkroczyły do Gdańska.
- 3 czerwca – wojny napoleońskie: kapitulacja Twierdzy Nysa przed wojskami napoleońskimi.
- 5 czerwca – wojny napoleońskie: rozpoczęła się bitwa pod Dobrym Miastem.
- 9 czerwca – wojny napoleońskie: zwycięstwem wojsk rosyjskich zakończyła się francusko-rosyjska bitwa pod Dobrym Miastem.
- 10 czerwca – wojny napoleońskie: zwycięstwo Francuzów nad Rosjanami w bitwie pod Lidzbarkiem Warmińskim.
- 14 czerwca – wojny napoleońskie: zwycięska dla Francuzów bitwa pod Frydlandem, w której odznaczyły się oddziały polskie.
- 2 lipca – IV koalicja antyfrancuska: zakończyło się oblężenie Kołobrzegu.
- 7 lipca – Francja zawarła w Tylży traktaty pokojowe z Rosją i Prusami. Na ich mocy z ziem II i III zaboru pruskiego utworzono Księstwo Warszawskie z królem saskim Fryderykiem Augustem jako panującym.
- 21 lipca – utworzono Wolne Miasto Gdańsk.
- 22 lipca – Napoleon Bonaparte nadał Księstwu Warszawskiemu konstytucję oraz Kodeks cywilny.
- 30 września – ukonstytuowała się diecezja kielecka.
- 5 października:
  - utworzono rząd Stanisława Małachowskiego.
  - książę Józef Poniatowski został ministrem wojny i naczelnym wodzem Wojska Polskiego.
- 4 listopada – Kalisz: otwarto cmentarz miejski.
- 12 listopada – podpisano konwencję elbląską.
- 21 listopada – do Warszawy przybył król saski Fryderyk August, władca Księstwa Warszawskiego.
- 14 grudnia – Ludwik Szymon Gutakowski został mianowany prezesem Rady Stanu i Rady Ministrów Księstwa Warszawskiego.
- 19 grudnia – dekretem królewskim departamenty Księstwa Warszawskiego podzielono na 60 powiatów.
- 21 grudnia – władze Księstwa Warszawskiego wydały dekret grudniowy, który – uzupełniając konstytucję – „zdjął chłopom z nóg kajdany razem z butami”.
- 24 grudnia – została powołana Rada Stanu Księstwa Warszawskiego.
- 26 grudnia – po raz pierwszy wręczono krzyże Virtuti Militari.

## Wydarzenia na świecie
- 12 stycznia – 151 osób zginęło, około 2000 zostało rannych, a 220 budynków uległo zniszczeniu wskutek eksplozji statku załadowanego prochem strzelniczym w holenderskim porcie Lejda.
- 25 stycznia – bitwa pod Morągiem – początek kampanii napoleońskiej w Prusach.
- 7–8 lutego – nierozstrzygnięta bitwa pod Pruską Iławą pomiędzy wojskami francuskimi a rosyjskimi i pruskimi; Rosjanie zmuszeni do odwrotu.
- 10 marca – Alexandre Pétion został prezydentem Haiti.
- 25 marca:
  - Wielka Brytania zniosła handel niewolnikami na terytorium Wielkiej Brytanii.
  - uruchomiono pierwszą na świecie pasażerską linię kolejową (pd. Walia, trakcja konna).
- 29 marca – Heinrich Wilhelm Olbers odkrył planetoidę (4) Westa.
- 31 marca:
  - William Cavendish-Bentinck został po raz drugi premierem Wielkiej Brytanii.
  - zwycięstwo wojsk egipskich nad brytyjskimi w bitwie pod Rosettą.
- 6 kwietnia – Napoleon wydał rozkaz o utworzeniu pułku szwoleżerów gwardii.
- 26 kwietnia – Karl August von Hardenberg został premierem Prus.
- 23 maja – wojna rosyjsko-turecka: zwycięstwo floty rosyjskiej w bitwie pod Dardanelami.
- 29 maja – sułtan Turcji Selim III został odsunięty od władzy w wyniku rebelii janczarów, która wyniosła na tron jego bratanka Mustafę IV.
- 2 czerwca – wojna rosyjsko-turecka: zwycięstwo wojsk rosyjskich w bitwie pod Obilesti.
- 14 czerwca – IV koalicja antyfrancuska: Napoleon Bonaparte odniósł zwycięstwo nad generałem rosyjskim Levinem Benningsenem w bitwie pod Frydlandem.
- 18 czerwca – wojna rosyjsko-turecka: zwycięska dla Imperium Rosyjskiego bitwa nad Arpaczajem, stoczona z trzykrotnie liczniejszą armią osmańską na terenie obecnej Armenii.
- 21 czerwca – car Rosji Aleksander I Romanow podpisał w Taurogach zawieszenie broni, które poprzedziło traktat pokojowy z Napoleonem Bonaparte z Tylży.
- 22 czerwca – amerykańska fregata USS „Chesapeake”, po niewyrażeniu zgody na przeszukanie, została ostrzelana przez brytyjski okręt HMS „Leopard”.
- 25 czerwca – w trakcie negocjacji pokojowych w Tylży na tratwie zacumowanej pośrodku granicznego Niemna spotkali się po raz pierwszy Napoleon Bonaparte i cesarz Rosji Aleksander I.
- 7 lipca – w Tylży cesarze Napoleon i Aleksander zawarli traktat pokojowy kończący wojnę Francji z IV koalicją; powstały m.in. Księstwo Warszawskie i Wolne Miasto Gdańsk.
- 22 lipca – w Dreźnie Napoleon Bonaparte nadał Księstwu Warszawskiemu konstytucję i kodeks cywilny.
- 17 sierpnia – Robert Fulton skonstruował i uruchomił pierwszy statek o napędzie parowym o nazwie „Clermont”.
- 2 września – brytyjska marynarka wojenna zbombardowała Kopenhagę.
- 18 października – wojska francuskie wkroczyły do Hiszpanii.
- 27 października – Hiszpania i Francja zawarły układ w Fontaineblaeu, na mocy którego Portugalia została podzielona na trzy państewka.
- 11 listopada – wojska francuskie zajęły Lizbonę.
- 18 listopada – beatyfikacja Sadoka i 48 sandomierskich męczenników.
- 30 listopada – wojny napoleońskie: wojska francuskie pod wodzą generała Jeana Andoche Junota zajęły Lizbonę.
- 22 grudnia – w USA uchwalono ustawę o embargu na handel zagraniczny.

- Brytyjska flota zaatakowała Kopenhagę. W bitwie o miasto Dania straciła całą swą flotę i wyspę Helgoland. Brytyjska kontrola szlaków morskich spowodowała unicestwienie Duńskiej Kompanii Wschodnioindyjskiej.
- Edyktem króla pruskiego zniesiono poddaństwo osobiste chłopów.
- Pierwszy klub curlingowy w Ameryce Północnej - Montreal Curling Club.

## Urodzili się
- 11 stycznia – Józef Dzierzkowski, polski pisarz i publicysta, prekursor lwowskiej cyganerii literackiej (zm. 1865)
- 13 stycznia – Bartłomieja Capitanio, współzałożycielka Suore di Maria Bambina, święta katolicka (zm. 1833)
- 19 stycznia – Robert E. Lee, amerykański generał, dowódca wojsk Konfederacji (zm. 1870)
- 11 lutego – Napoleon Orda, polski i białoruski rysownik, malarz, pianista i kompozytor (zm. 1883)
- 14 lutego
  - Walenty Stanczukowski, polski lekarz, uczestnik powstania listopadowego (zm. 1874)
  - Ernest Legouvé, francuski pisarz i poeta dramatyczny (zm. 1903)
- 17 lutego – William Lewis Dayton, amerykański prawnik, polityk, senator ze stanu New Jersey (zm. 1864)
- 21 lutego – Ludwik Hohenegger, niemiecki inżynier i geolog działający m.in. na Śląsku Cieszyńskim (zm. 1864)
- 27 lutego – Henry Wadsworth Longfellow, amerykański poeta (zm. 1882)
- 1 marca – Maciej Hirschler, polski duchowny katolicki, biskup przemyski (zm. 1881)
- 2 marca – Adrian Włodarski, polski duchowny katolicki, biskup pomocniczy wrocławski (zm. 1875)
- 3 marca – Kazimierz Władysław Wóycicki, polski historyk, pisarz, wydawca (zm. 1879)
- 4 marca – Kazimierz Ksawery Starzeński, polski ziemianin, austriacki wojskowy i polityk (zm. 1877)
- 26 marca – Bogdan Jański, polski ekonomista, założyciel Zgromadzenia Zmartwychwstania Pańskiego (zm. 1840)
- 3 kwietnia – Jane Digby, brytyjska arystokratka, kochanka króla Bawarii, Ludwika I, i króla Grecji, Ottona I (zm. 1881)
- 6 kwietnia – Ludwika Jędrzejewiczowa z d. Chopin, najstarsza siostra Fryderyka, polska kompozytorka i pisarka (zm. 1855)
- 8 kwietnia – Karol Libelt, polski filozof, działacz polityczny i społeczny, prezes Poznańskiego Towarzystwa Przyjaciół Nauk (zm. 1875)
- 20 kwietnia – Wincenty Pol, polski poeta i geograf (zm. 1872)
- 22 kwietnia – Luigi Palmieri(inne języki), włoski matematyk, astronom i meteorolog (zm. 1896)
- 10 maja – Bernhard Horwitz, niemiecki szachista, autor książek i twórca kompozycji szachowych (zm. 1885)
- 22 maja – Károly Brocky, malarz węgierski działający w Anglii (zm. 1855)
- 28 maja – Louis Agassiz, szwajcarski zoolog i paleontolog (zm. 1873)
- 4 lipca – Giuseppe Garibaldi, włoski generał i rewolucjonista (zm. 1882)
- 11 sierpnia – David Rice Atchison, amerykański polityk, senator ze stanu Missouri (zm. 1886)
- 13 sierpnia – Lucjan Siemieński, polski poeta, pisarz, krytyk literacki i tłumacz, uczestnik powstania listopadowego (zm. 1877)
- 2 września – Henryk Janko, żołnierz powstania listopadowego, uczestnik Wiosny Ludów i powstania styczniowego, więzień stanu, poseł na Sejm Konstytucyjny i na Sejm Krajowy Galicji, właściciel ziemski (zm. 1887)
- 7 września – Henry Sewell, nowozelandzki polityk, pierwszy premier Nowej Zelandii (zm. 1879)
- 14 września – Daniel Tarbox Jewett, amerykański prawnik, polityk, senator ze stanu Missouri (zm. 1906)
- 26 października – Barbu Catargiu, konserwatywny rumuński dziennikarz i polityk, pierwszy premier Rumunii (zm. 1862)
- 1 listopada – Maria Repetto, włoska zakonnica, błogosławiona katolicka (zm. 1890)
- 23 grudnia – Antoni Maria Claret, hiszpański duchowny katolicki, arcybiskup Santiago de Cuba, założyciel klaretynów, święty (zm. 1870)

- data dzienna nieznana: 
  - Magdalena Cho, koreańska męczennica, święta katolicka (zm. 1839)

## Zdarzenia astronomiczne
- W tym roku Słońce osiągnęło lokalne maksimum aktywności.

## Wydarzenia w nauce
- Humphry Davy po raz pierwszy otrzymał metaliczny sód.

## Święta ruchome
- Tłusty czwartek: 5 lutego
- Ostatki: 10 lutego
- Popielec: 11 lutego
- Niedziela Palmowa: 22 marca
- Wielki Czwartek: 26 marca
- Wielki Piątek: 27 marca
- Wielka Sobota: 28 marca
- Wielkanoc: 29 marca
- Poniedziałek Wielkanocny: 30 marca
- Wniebowstąpienie Pańskie: 7 maja
- Zesłanie Ducha Świętego: 17 maja
- Boże Ciało: 28 maja